# Volo Wuhan Airlines 343
Il volo Wuhan Airlines 343 era un volo passeggeri di linea tra l'aeroporto di Enshi Xujiaping e l'aeroporto di Wuhan Wangjiadun, entrambi nella provincia di Hubei, Cina. Il 22 giugno 2000, uno Xian Y-7 della Wuhan Airlines in volo sulla rotta, registrazione B-3479, si schiantò dopo aver incontrato un'area di maltempo; l'aereo era stato colpito da un fulmine e da un wind shear.
Immediatamente dopo l'incidente, la Cina ordinò la messa a terra di tutti gli Xian Y-7 della compagnia. Ripresero servizio solo un mese dopo l'incidente. La causa venne attribuita alle condizioni meteorologiche avverse incontrate dall'aereo, in particolare da un fulmine che aveva colpito la fusoliera.
L'incidente rimane il peggiore coinvolgente uno Xian Y-7 ed è il 12° per numero di vittime nella storia della Cina.

## L'incidente
Lo Xian Y-7 della Wuhan Airlines partì dall'aeroporto di Enshi, il 22 giugno 2000, diretto all'aeroporto di Wuhan Wangjiadun. Mentre l'aereo si avvicinava a Wuhan, l'equipaggio venne informato delle condizioni meteorologiche avverse nell'area dell'aeroporto; i piloti decisero di rimanere in un circuito di attesa per circa 30 minuti, aspettando che il tempo migliorasse. Durante questo periodo, discussero se deviare verso un altro aeroporto, ma il comandante decise di continuare a provare ad atterrare a Wuhan.
Le stazioni meteorologiche registrarono 451 tuoni in dieci minuti durante il periodo in cui l'aereo stava girando sopra l'aeroporto. Intorno alle 15:00 ora locale, l'aereo venne colpito prima da un wind shear e poi da un fulmine, prima di schiantarsi nel villaggio di Sitai, nel comune di Yongfeng. La fusoliera si spezzò in due sezioni e cadde tra 20 chilometri e 30 chilometri da Wuhan; metà dell'aereo finì su una diga sul fiume Han, l'altra metà su una fattoria. Tutti i 40 passeggeri e quattro membri dell'equipaggio rimasero uccisi, insieme a sette persone a terra.

## Le indagini
Gli investigatori appurarono che un fulmine aveva colpito la fusoliera mentre l'aereo attraversava un'area di forte maltempo; questo ne aveva causato l'esplosione e lo schianto al suolo.

## Conseguenze
All'indomani dell'incidente, l'Amministrazione dell'aviazione civile della Cina (CAAC) ordinò che tutti gli altri sei Xian Y-7 di Wuhan Airlines fossero messi a terra fino a quando non fosse stata determinata la causa dell'incidente. A luglio venne consentito loro di tornare in servizio dopo che vennero effettuate alcune ispezioni di sicurezza. La CAAC ordinò comunque che tutti gli Xian Y-7 fossero rimossi dal servizio passeggeri di linea entro il 1º giugno 2001.